# USS Spruance (DDG-111)
USS Spruance (DDG-111) — 61-й эскадренный миноносец УРО из серии запланированных к 13 сентября 2002 года 62 эсминцев УРО типа «Арли Бёрк», строительство которых было одобрено Конгрессом США.
Официальная церемония закладки корабля произошла 14 мая 2009 года, спуск на воду — 6 июня 2010 года. 1 октября 2011 года корабль был принят в состав ВМС США.